# Wieksloot
Wieksloot is een buurtschap behorende tot de Nederlandse gemeente Soest, in de provincie Utrecht. Het ligt ten zuidoosten van de N234 tussen Pijnenburg en Hees.
Dorpen: Soest · Soestduinen · Soesterberg

Buurtschappen: De Birkt · Hees · Soestdijk · Wieksloot

Utrecht · Plaatsen in de provincie      Nederland · Provincies · Gemeenten